# Eumicrotremus orbis
Eumicrotremus orbis is een straalvinnige vissensoort uit de familie van snotolven (Cyclopteridae). De wetenschappelijke naam van de soort is voor het eerst geldig gepubliceerd in 1861 door Günther.